# 程鉴 (盐商)
程鉴（1691年—1770年），字我观，号镜斋，祖籍安徽徽州府歙县岑山渡，清代两淮盐商、慈善家。

## 生平
父亲去世时尚幼。年十七补安东县诸生，放弃举业后，继承先人经营淮北盐务，成为巨富。他在淮安府河下萧湖中莲花街筑有荻庄，三面临水，富丽典雅，为文人雅集胜地，远近闻名。
程鉴性情仁慈，“仁心悱恻，不能自己类此”，“其平居悱恻诚笃，好周人之急”，不遗余力,“振恤寒困，赴人急如恐不及”。为著名大慈善家，并讳匿不扬名。
岑山渡程氏家族世代为盐商。祖父程朝聘，父程堦曾任绍兴府同知，程鉴为第三子，
有五子：
- 程梁（又名国梁，字北溟），其长孙程元吉，嘉庆十年进士，任翰林院编修。
- 程廷赓
- 程源
- 程沆（1716-1787），字瀣亭，号晴岚、寿补，乾隆二十八年癸未科进士，授翰林院庶吉士。工文章，由举人官内阁中书，军机处行走，方略馆纂修。
- 程洵（1717-1793），字濄亭，号少泉，拔贡生，工诗。乾隆三十四年召试二等。